# Galassia Gutenberg
Galassia Gutenberg era una fiera del libro italiana che si svolgeva in primavera a Napoli.

## Storia
La fiera fu ideata dall'editore Franco Liguori che pensava ad una più ampia kermesse dove il lettore sarebbe stato coinvolto in discussioni collaborative e non sarebbe stato più solo uno spettatore passivo di letteratura. Fin dalla prima edizione si è deciso di introdurre un tema di base e di accompagnare le esposizioni con dei dibattiti e delle conferenze da tenersi anche presso le scuole che periodicamente partecipano all'evento come, ad es., la rassegna dei taccuini di viaggio e BookCrossing.
Il nome richiama un'opera del sociologo canadese Marshall McLuhan, La galassia Gutenberg, nella quale si narra dell'importanza dei mass media nella storia dell'umanità. L'evento era parte delle attività dell'associazione napoletana omonima che lo organizzava al fine di promuovere il libro, la lettura, la cultura e i linguaggi multimediali.
Nel 2010 l'evento non si svolse come di consueto ed al suo posto fu organizzato nel 2011 il 1º Salone Mediterraneo del libro presso il Vulcano Buono. Quest'ultimo Salone ebbe solo la Prima Edizione.

## Organizzazione delle edizioni

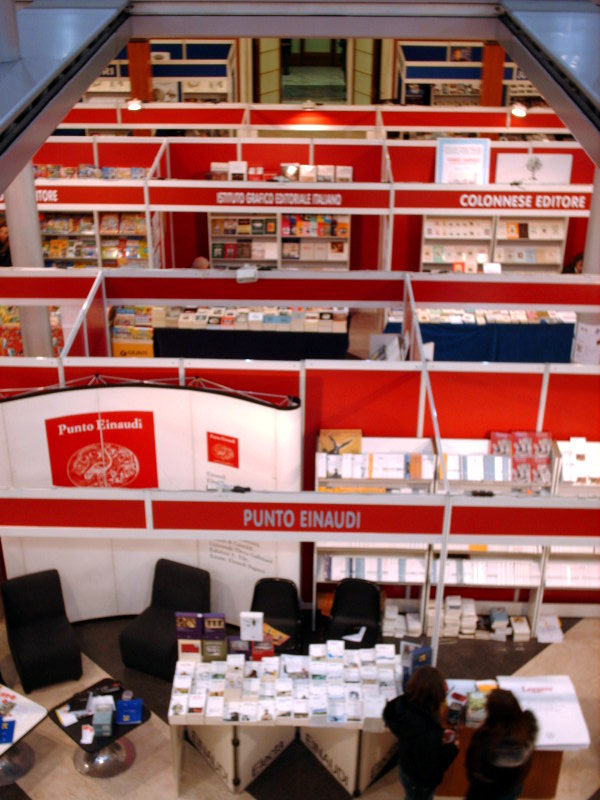
Alcuni stand visti dall'alto (2008)

| Anno | Edizione | Locazione          | Data d'inizio | Data di termine | Tema ricorrente           |
| ---- | -------- | ------------------ | ------------- | --------------- | ------------------------- |
| 2009 | XX       | Stazione Marittima | 29 maggio     | 1º giugno       | Gastronomia               |
| 2008 | XIX      | Stazione Marittima | 28 marzo      | 31 marzo        | Natura ed amore in poesia |
| 2007 | XVII     | Stazione Marittima | 16 marzo      | 19 marzo        | Mediterraneo              |
| 2006 | XVII     | Castel dell'Ovo    | 1º aprile     | 4 aprile        | La rosa dei venti         |
| 2005 | XVI      | Mostra d'Oltremare | 25 febbraio   | 28 febbraio     | Mediterraneo              |
| 2004 | XV       | Mostra d'Oltremare | 13 febbraio   | 16 febbraio     |                           |
| 2003 | XIV      | Mostra d'Oltremare | 13 febbraio   | 17 febbraio     |                           |
| 2002 | XIII     | Mostra d'Oltremare | 14 febbraio   | 18 febbraio     |                           |
| 2001 | XII      | Mostra d'Oltremare | 15 febbraio   | 19 febbraio     |                           |
| 2000 | XI       | Mostra d'Oltremare |               |                 |                           |
| 1999 | X        | Mostra d'Oltremare |               |                 |                           |
| 1998 | IX       | Mostra d'Oltremare | 19 febbraio   | 23 febbraio     |                           |
| 1997 | VIII     | Mostra d'Oltremare |               |                 |                           |
| 1996 | VII      | Mostra d'Oltremare |               |                 |                           |
| 1995 | VI       | Mostra d'Oltremare |               |                 |                           |
| 1994 | V        | Mostra d'Oltremare | 16 febbraio   | 20 febbraio     |                           |
| 1993 | IV       | Mostra d'Oltremare | 17 febbraio   | 21 febbraio     |                           |
| 1992 | III      | Mostra d'Oltremare | 19 febbraio   | 23 febbraio     |                           |
| 1991 | II       | Mostra d'Oltremare |               |                 |                           |
| 1990 | I        | Mostra d'Oltremare |               |                 |                           |

### Emerografia
- "Il Mattino", 15 marzo 2008, Galassia tra ambiente, trentenni e mediterraneo.
- "Il Mattino", 15 marzo 2007, Parte Galassia, il libro prende la nave.
- "Il Mattino", 12 febbraio 2006, La rosa dei venti soffia su Galassia.
- "Il Corriere del Mezzogiorno", 17 febbraio 2005, A Galassia Gutenberg scrittori arabi e film.
- "Il Mattino", 17 marzo 2001, Nord e Sud del mondo, il mercato non basta.
- "Il Mattino", 20 febbraio 2000, Una salone da ripensare coinvolgendo gli editori.

### Videografia
- Galassia Gutenberg 2007, su YouTube.